# Jeonbuk Hyundai Motors
A Jeonbuk Hyundai Motors (hangul: 전북 현대 모터스, Csonbuk Hjonde motoszu, handzsa: 全北 現代 모터스) egy 1994-ben alapított dél-koreai labdarúgóklub. 

## Eredmények
- K League Classic
  - 9 győzelem: 2009, 2011, 2014, 2015, 2017, 2018, 2019, 2020, 2021

- Dél-Korea FA Cup
  - 5 győzelem: 2000, 2003, 2005, 2020, 2022

- Dél-Korea Super Cup
  - 1 győzelem: 2004

- AFC-bajnokok ligája
  - 2 győzelem: 2006, 2016